# Dörverden
Dörverden (plattdeutsch Dörbern, Dörb'n oder Dörveern) ist eine Einheitsgemeinde im Süden des Landkreises Verden in Niedersachsen.

## Geografie

### Geografische Lage
Dörverden liegt im Norden der Mittelweserregion. Die Flüsse Aller und Weser bilden eine Ost-West-Begrenzung des Gemeindegebietes. Südlich befindet sich das Rixmoor.

### Nachbargemeinden
Nachbargemeinden sind im Uhrzeigersinn die Kreisstadt Verden (Aller), Kirchlinteln (Landkreis Verden), Häuslingen und Rethem (Aller) (beides Heidekreis) sowie Hämelhausen, Eystrup, Hassel (Weser) und Hilgermissen (alle Landkreis Nienburg/Weser).

### Gemeindegliederung
Seit der Gebietsreform 1972 gehören die bis dahin selbständigen Gemeinden Ahnebergen, Barme, Barnstedt, Diensthop, Hülsen, Stedebergen, Wahnebergen und Westen zu Dörverden, sowie Stedorf und Geestefeld.

## Geschichte
Zahlreiche Hügelgräber aus der Bronzezeit weisen auf eine Besiedlung zwischen 2000 v. Chr. und 1200 v. Chr. hin. Ausgrabungen am südlichen Ortsrand belegen eine Grabstätte aus der Eisenzeit (ab 800 v. Chr.). Im Ortsteil Hülsen wurden bei Grabungen Reste eines Langhauses aus der Zeit um Christi Geburt gefunden.
Die älteste urkundliche Erwähnung ist für Barme und Drübber zwischen 1076 und 1084 n. Chr. nachgewiesen. Die heutige Gemeinde liegt im Aller-Weser-Dreieck, das zwischen den Bischöfen von Verden, dem Herzogtum Braunschweig-Lüneburg und der Grafschaft Hoya umkämpft war. Erst 1575 kam es zu  einem Vergleich zwischen den Parteien. Nach dem Aussterben der Hoyaer Grafen und dem Ende des Bistums Verden nach dem Dreißigjährigen Krieg fiel die Region 1648 zunächst an Schweden und 1679 dann an die Herzöge zu Braunschweig-Lüneburg.
Von wirtschaftlicher Bedeutung waren in der Neuzeit der Anschluss an das Eisenbahnnetz (1847), der Abbau von Steinsalzvorkommen in Hülsen und Ahnebergen (1911), die Weserstaustufe mit Schleuse und Kraftwerk (1912) und der Bau einer Pulverfabrik der EIBIA im Wald zwischen Dörverden und Barme (ab 1934).
Die Niedersachsen-Kaserne wurde 1958 fertiggestellt und von der Bundeswehr bezogen, bis der Standort 2003 geschlossen wurde. Seit April 2010 befindet sich auf dem ehemaligen Kasernengelände ein Wolfcenter.

### Ortsname
Das von Claudius Ptolemäus († 175) erwähnte „Tulifurdon“ wurde lange als Dörverden angenommen, jedoch beanspruchen andere Orte dasselbe für sich (z. B. Daverden, Verden und Hannover). Die Namensendung -verden bedeutet Furt.

### Eingemeindungen
Mit Wirkung vom 1. Oktober 1962 schlossen sich Dörverden und Stedorf freiwillig zusammen. Am 1. Januar 1971 kam Diensthop hinzu. Am 1. Juli 1972 wurde durch den Zusammenschluss der ehemaligen Gemeinden Barme, Dörverden, Hülsen, Wahnebergen (mit den am 1. Februar 1971 eingegliederten Orten Ahnebergen und Stedebergen) sowie Westen (mit der am 1. Februar 1971 aufgenommenen Nachbargemeinde Barnstedt) die heutige Einheitsgemeinde Dörverden gebildet.

## Politik

### Gemeinderat
Der Rat der Gemeinde Dörverden besteht aus 24 Ratsfrauen und Ratsherren. Dies ist die festgelegte Anzahl für eine Gemeinde mit einer Einwohnerzahl zwischen 9.001 und 10.000 Einwohnern. Die 24 Ratsmitglieder werden durch eine Kommunalwahl für jeweils fünf Jahre gewählt. Die aktuelle Amtszeit begann am 1. November 2021 und endet am 31. Oktober 2026.
Stimmberechtigt im Rat ist außerdem der hauptamtliche Bürgermeister Alexander von Seggern (parteilos).
Die letzte Kommunalwahl vom 12. September 2021 ergab das folgende Ergebnis:
- CDU: 11 Sitze (44,82 %)
- SPD: 6 Sitze (26,91 %)
- Grüne Liste: 3 Sitze (11,67 %)
- UWDuD: 1 Sitz (3,56 %)
- AFD: 1 Sitz (5,40 %)
- Die LINKE: 1 Sitz (2,52 %)
- Einzelwahlvorschlag Weckmann: 1 Sitz (5,13 %)[9]

### Bürgermeister
Hauptamtlicher Bürgermeister der Gemeinde Dörverden ist Alexander von Seggern (parteilos). Bei der letzten Bürgermeisterwahl am 12. September 2021 wurde er mit 56,72 % der Stimmen gewählt und in seinem Amt bestätigt. Sein Gegenkandidat Volker Meyer erhielt 43,28 %. Die Wahlbeteiligung lag bei 61,43 %. Von Seggern trat sein Amt am 1. November 2021 an.

### Wappen
Blasonierung: „Auf blauem Schildergrund, ein silberner Wellenschrägbalken, im oberen Feld rechts ein Giebelkreuz mit nach außen gewendeten Pferdeköpfen. Unten links eine Bockwindmühle.“
Das Wappen von Dörverden und umliegender (inzwischen eingegliederter) Ortschaften (Barme, Diensthop, Stedorf) wurde von dem Heraldiker Heinz Bannier (* 12. Dezember 1912, † 26. August 1999; er führte die Niedersächsische Wappenrolle von 1983 bis 1991) entworfen. Der silberne Wellenschrägbalken, der das Wappen teilt, symbolisiert die Weser. Darunter befindet sich eine Bockwindmühle, die Vorgängerin der heutigen am alten Friedhof vorhandenen Galerie-Hollandermühle. Das Giebelkreuz mit den gekreuzten Pferdeköpfen soll auf die Zugehörigkeit zu Niedersachsen hinweisen.
Ein Wappen „AMBT Westen 1679“ wurde von Heinz Bannier aus einem Siegel des ehemaligen „Ambtes Westen“, das von 1679 bis 1859 bestand, in den 1980er-Jahren gezeichnet. Die frühere Gemeinde Westen hatte aber kein Wappen.
Wappenzeichnungen der Ortschaften Ahnebergen, Barnstedt, Geestefeld, Stedebergen, Wahnebergen sind in „Das Buch über die Gemeinde Dörverden“ (2005) abgebildet. Sie sind privat entworfen und waren keine offiziellen Wappen.
Das Wappen der früheren Gemeinde Hülsen hat Karl Kämpf, Fallingbostel, entworfen.

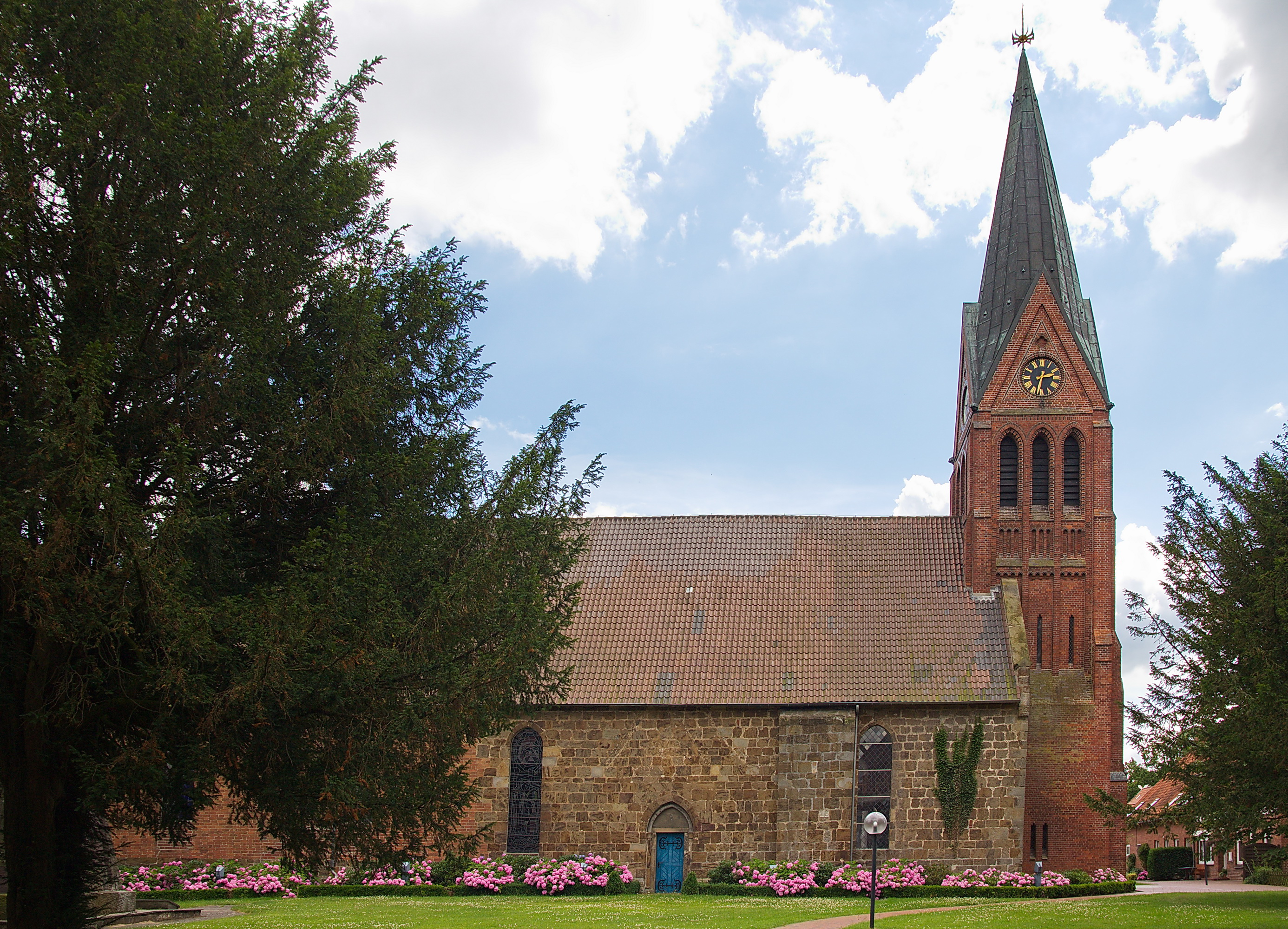
St.-Cosmae-und-Damiani-Kirche

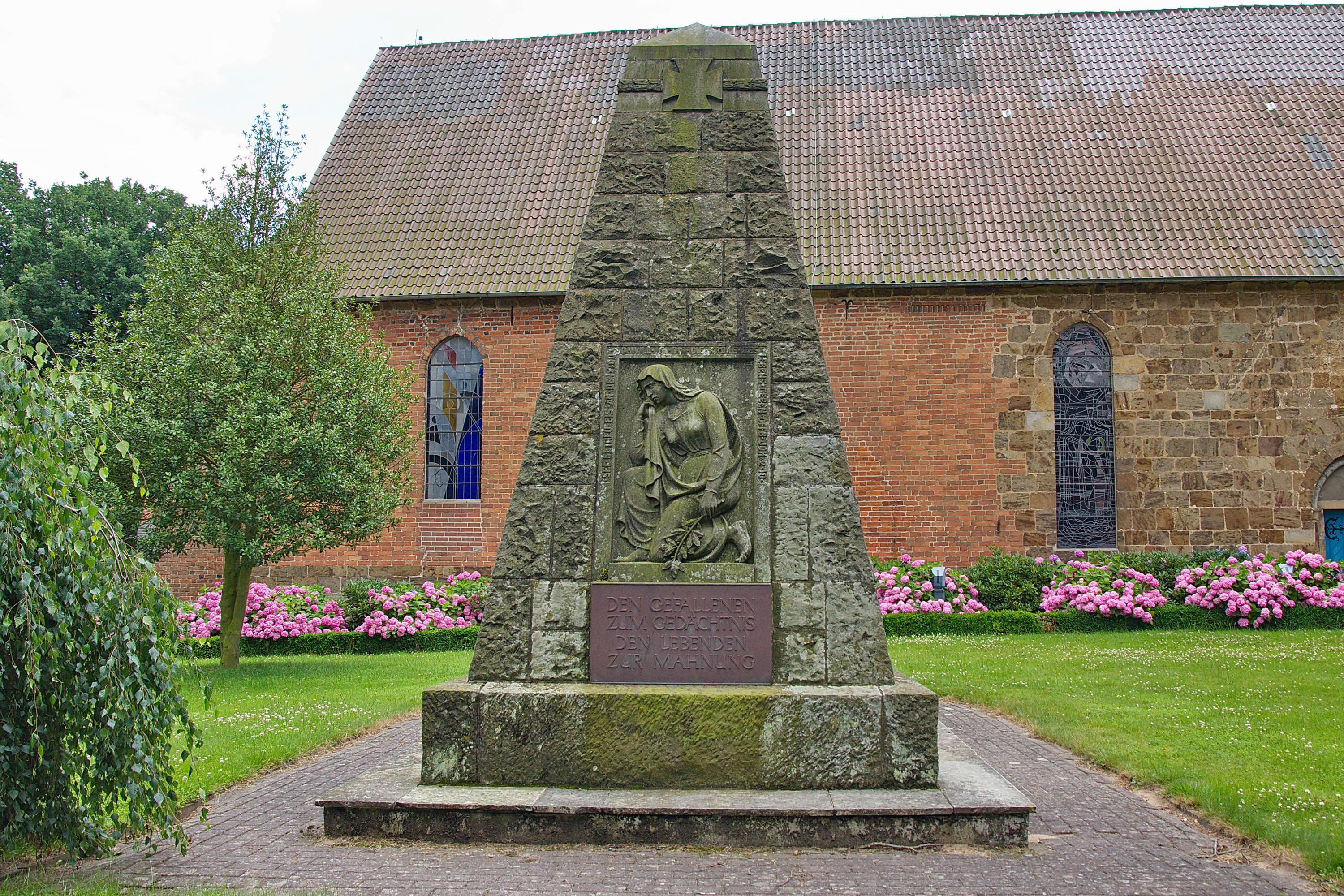
Kriegerdenkmal vor St.-Cosmae-und-Damiani-Kirche

## Kultur und Sehenswürdigkeiten

### Kirche
Die evangelisch-lutherische Kirche St. Cosmae et Damiani ist eine rechteckige Saalkirche, im Kern romanisch. Die drei westlichen Joche sind im romanischen Stil aus Portasandstein erbaut. Das westliche Joch lässt noch an seiner enormen Mauerdicke erkennen, dass es ursprünglich den Turm trug. Im 15. Jahrhundert wurde die Kirche nach Osten durch einen Backsteinanbau in der Breite des alten Schiffs erweitert. Den Ostabschluss bildet ein Staffelgiebel mit schlanken spitzbogigen Blendbögen. Die Fenster der Kirche wurden später in etwas grober Weise vergrößert. Nachdem der alte Turm abgängig war, fügte Conrad Wilhelm Hase 1877/78 einen neugotischen Kirchturm an die Westseite der Kirche an.
Das Innere der Kirche ist überwölbt. Die Wände des romanischen Teils weisen Reste einer romanischen Wandgliederung auf, die durch die Dienstpfeiler und Schildrippen des Gewölbes teilweise überdeckt werden; offensichtlich wurde das Gewölbe erst nachträglich eingefügt. Der spätgotische Anbau im Osten war ursprünglich von einem sechsteiligen Sterngewölbe überspannt. Nachdem dieses Gewölbe 1843 entfernt wurde, ist der Ostteil seit 1962 von zwei Jochen mit jeweils vierteiligem Bandrippengewölbe aus Stuck überspannt. An den Wänden des Ostteils befindet sich auf Augenhöhe ein umlaufender Rundbogenfries. Der barocke Altaraufsatz wurde 1750 von dem Verdener Künstler Arnold Meyer gestaltet. In der Mitte trägt er ein Tafelbild, das Maria und der Jünger Johannes unter dem Kreuz Christi zeigt. Die Kanzel stammt aus dem Rokoko und weist typische Rocaille-Ornamentik auf. Sie wurde an Stelle des Tafelbildes nachträglich in den Altaraufsatz gesetzt; heute steht sie frei auf der Nordseite des Chores. Der Taufstein stammt aus dem 13. Jahrhundert und hat die Form einer umgekehrten Faltkuppel; weil der ursprüngliche Fuß fehlt, ist sie heute auf einen alten Mühlstein gesetzt. Die Glocke im neugotischen Turm stammt bereits aus der zweiten Hälfte des 13. Jahrhunderts, wiegt etwa 800 kg, misst 1103 mm im Durchmesser und hat den Ton fis '-4. Die Kirche in Dörverden war früher eng mit dem Verdener Dom verbunden. Angeblich wurde sie gleichzeitig mit ihm erbaut. Sie gehörte laut Aufzeichnung der Kirchenvisitation von 1585 zur Tafelpfründe des Verdener Bischofs und der Domdekan vergab die Pfarrstelle. Heute gehört sie zum evangelisch-lutherischen Kirchenkreis Verden.

### Mühle

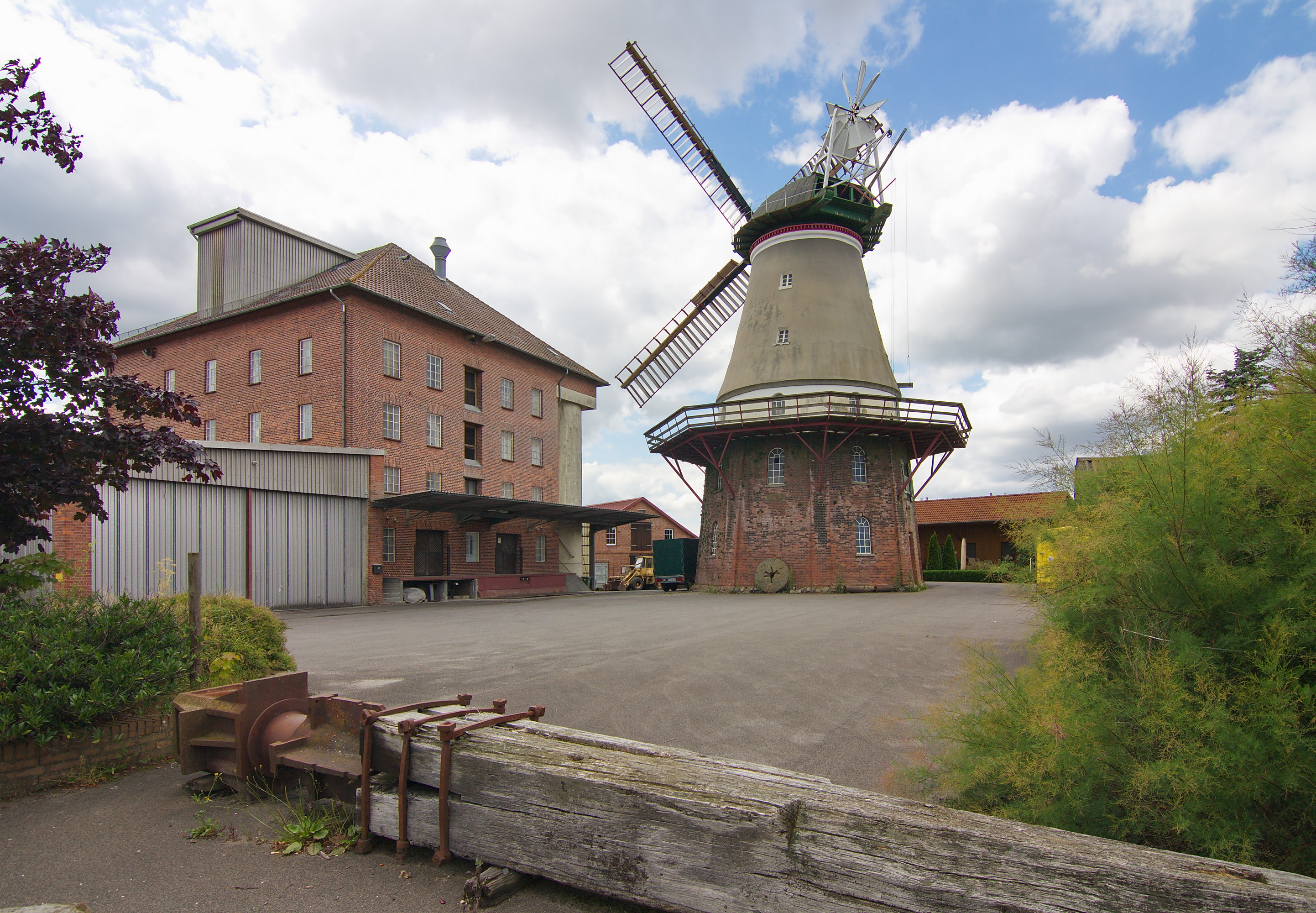
Galerieholländerwindmühle

Schon 1148 wurde eine Windmühle erwähnt. Eine Bockmühle wird dem 15. Jahrhundert zugeordnet, die 1856 durch ein Feuer vernichtet wurde. 1857 wurde die jetzige Galerie-Holländermühle erbaut, die 1994 voll funktionsfähig saniert wurde.
Dörverden hatte eine zweite 1855 erbaute Holländermühle (die Meyer oder Geilsmühle; Ecke Diensthoper Straße/Drögenkamp), die aber nicht saniert werden konnte. Sie wurde 2003 abgerissen.

## Wirtschaft und Infrastruktur

### Verkehr

#### Straße und Fahrradwege
Die Entfernung über die Bundesstraße 215 zur Kreisstadt Verden beträgt etwa acht Kilometer. Zwischen der Ortschaft Wahnebergen und Verden existiert ein Fahrradweg entlang der Eisenbahnbrücke über Wätern und Aller. Über die Bundesstraße 215 sind in südlicher Richtung der Landkreis Nienburg/Weser mit der Samtgemeinde Grafschaft Hoya und in weiterer Entfernung die Stadt Nienburg/Weser erreichbar. Die Kreisstraße 14 verbindet die Gemeinde Dörverden mit Rethem/Aller im Heidekreis.
Die an der Aller unmittelbar benachbarte ebenfalls zum Landkreis Verden gehörende Gemeinde Kirchlinteln, mit der Dörverden die längste gemeinsame Grenze besitzt, ist auf direktem Wege lediglich über eine saisonal verkehrende touristische Fahrradfähre zwischen den Ortschaften Westen und Otersen erreichbar. Ansonsten muss zwischen den Nachbargemeinden ein Umweg über Verden oder Rethem/Aller genutzt werden.

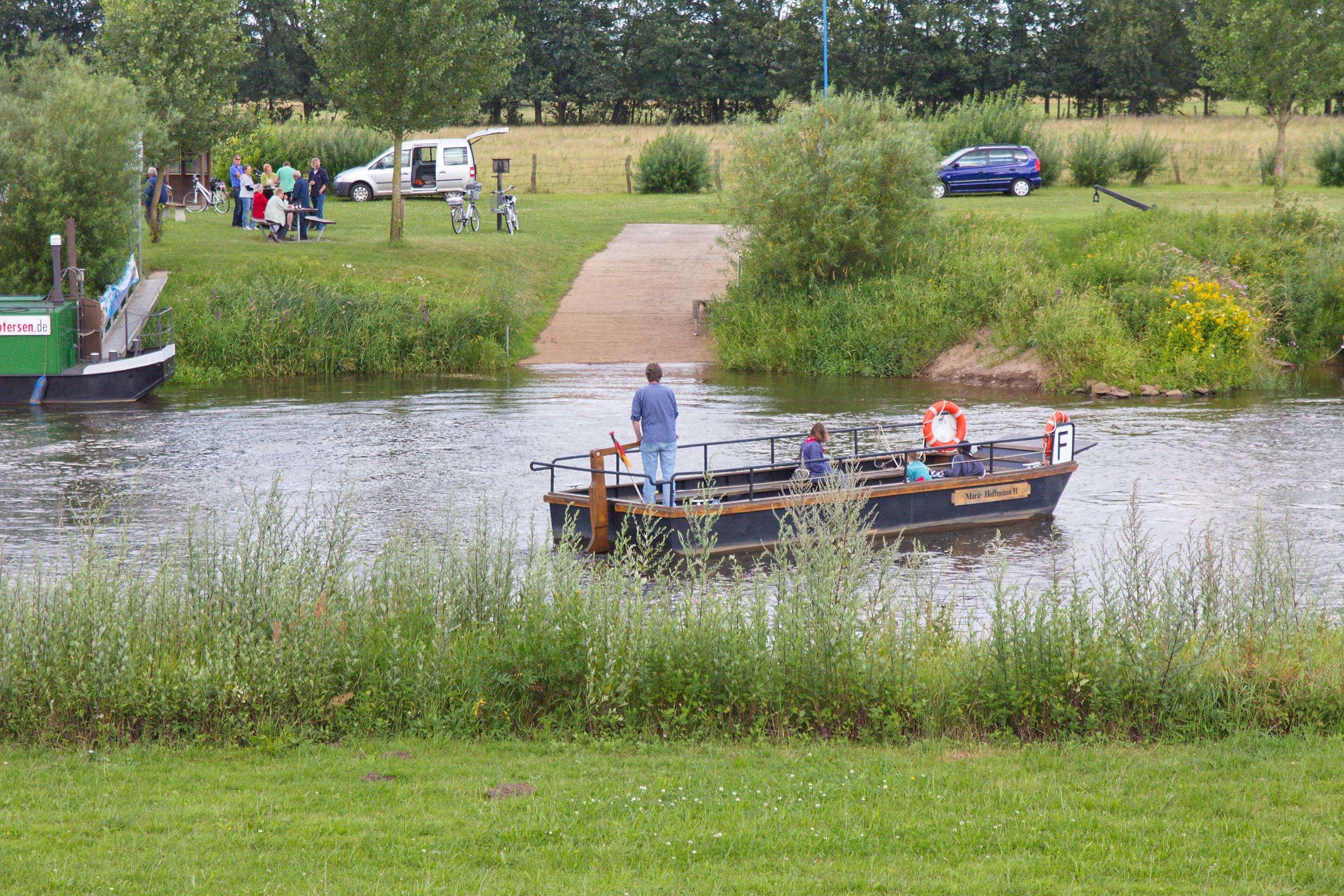
Blick auf die Allerfähre zwischen den Ortschaften Westen und Otersen

#### Schienenverkehr
An das Schienennetz der Deutschen Bahn ist Dörverden an den Strecken Hannover–Nienburg–Verden–Bremen (Bahnstrecke Wunstorf–Bremen) und weiter nach Norddeich bzw. Bremerhaven über den im Jahr 2000 wiedereröffneten Bahnhof angeschlossen. Tariflich ist Dörverden dabei im Verkehrsverbund Bremen/Niedersachsen berücksichtigt.
Früher verlief die Bahnstrecke Celle–Wahnebergen durch das Gemeindegebiet.

### Medien
Der niedersächsische Fernsehsender FAN Television hatte in Dörverden seinen Unternehmenssitz.

### Ehemalige Bundeswehrliegenschaft
Im Ortsteil Barme wurde 1958 die Niedersachsen-Kaserne neu gebaut. Zeitweise waren dort bis zu 4000 Soldaten der Bundeswehr und der US-Streitkräfte stationiert sowie die Standortverwaltung im Ortsteil Drübber ansässig. Nach Truppenreduzierungen wurde der Standort 2003 schließlich ganz aufgegeben und die Gebäude in den Jahren 2012/2013 abgerissen.
Im Ortsteil Diensthop befand sich ein Sondermunitionslager.
Als Folge des Abzugs der Bundeswehr leidet Dörverden unter großen wirtschaftlichen und finanziellen Problemen. Durch die mit den Umstrukturierungsmaßnahmen der Bundeswehr verbundene Schließung der Kaserne wurden insbesondere kleine und mittelständische Unternehmen der primären Grundversorgung in Mitleidenschaft gezogen. Die ehemalige Landbäckerei Ruge GmbH konnte das Auftragsdefizit nicht decken und musste den Betrieb einstellen, das rund 10.000 m² große Areal an der Bundesstraße 215 wurde 2009 verkauft.

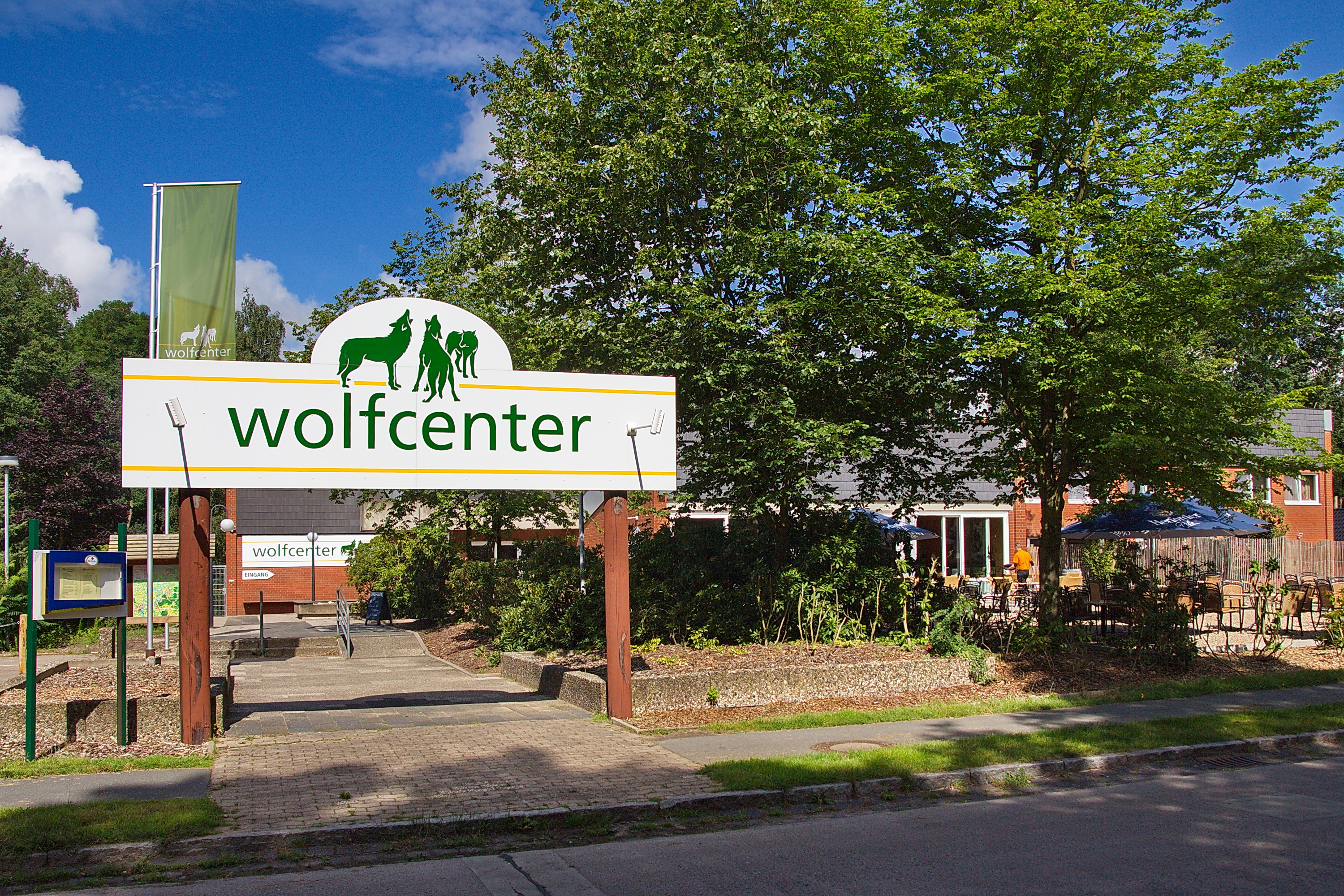
Wildpark Wolfcenter in Barme

Ein Teil des Standortes, der Heisenhof, wurde von der Bundeswehr lange als Offiziersheim genutzt. 2004 wurde er an die rechtsradikale Wilhelm-Tietjen-Stiftung für Fertilisation Ltd. verkauft. Das brachte dem Ort Dörverden im Kontext mit neonazistischen Umtrieben des Öfteren deutschlandweite Schlagzeilen ein. Um den Heisenhof gab es nach Liquidation der Wilhelm-Tietjen-Stiftung durch britische Behörden einen Rechtsstreit. Ende November 2019 wurde der Hof für 100.000 Euro an einen Rechtsanwalt und Geschäftsmann aus Hessen verkauft.
Ein kleiner Teil des Areals wurde Anfang 2010 an einen Spezialzoo für Wölfe verkauft, das privat betriebene Wolfcenter. Die Gemeinde Dörverden hofft, damit Touristen anzulocken.
Für einen anderen Teil des ehemaligen Bundeswehrgeländes erfolgt eine Nachnutzung durch das auf den Bau von Eisenbahnanlagen spezialisierte Unternehmen Wiebe.

### Öffentliche Einrichtungen
In Dörverden befindet sich ein großes Pflegeheim in Trägerschaft des Landkreises, das Haus am Hesterberg. Ein privat betriebenes Pflegeheim wurde im Jahr 2022 wegen baulicher Mängel geschlossen. Nächstgelegene Krankenhäuser sind die Aller-Weser-Klinik in Verden (Aller) und das Mittelweserklinikum (Teil der Helios Kliniken) in Nienburg/Weser.
Im Ortsteil Drübber befindet sich das Tagungshaus Drübberholz, Spielezentrum Niedersachsen mit einer der größten öffentlich zugänglichen Sammlungen von Brettspielen in Deutschland.

### Bildung
- Aller-Weser-Oberschule[14]

## Söhne und Töchter der Gemeinde
- Basilius von Ramdohr (1757–1822),  Jurist, Journalist, Schriftsteller und Diplomat
- Theodor Meyer (1806–1893), im Ortsteil Westen geborener Verwaltungsbeamter, Landrat des Kreises Leer